# Книга спокойствия
«Книга спокойствия» (кит. 從容錄) — сборник коанов, собранных Ваньсуном Синьсю (1166—1246), опубликованный в 1224 году. Книга состоит из 100 историй из жизни чань-буддистских учителей и стихов учителя Хунчжи Чжэнцзюэ (1091—1157) с комментариями Синьсю. Сборник Синьсю — единственный сохранившийся из всех.

## Оценка
Сёкаку Окамура назвал её «классической книгой, которую до сих пор изучают интересующиеся Дзен». Реб Андерсон назвал её «выдающимся пиком в горной гряде литературы Дзен, спокойным потоком в долине учения, сокровищем дома (Дзен), вдохновляющим и направляющим на изучение Буддийского учения». Гарри Шиншин Вик, опубликовавший перевод книги в 2005 году, сказал: «Хотя она была написана мастером линии Сото-сю, случаи из неё используют как коаны в линии Риндзай, но некоторые школы линии Сото и Риндзай читают её просто как хорошую книгу, а не используют в качестве коанов».